# Cryptacrus
Cryptacrus is een geslacht van kevers uit de familie van de Curculionidae. Het geslacht werd voor het eerst wetenschappelijk beschreven door Gustav Mayr in 1864.

## Soorten
Het genus bevat de volgende soorten:

- Cryptacrus atropos Kirsch, 1869
- Cryptacrus camelus Fiedler, 1936
- Cryptacrus clotho Kirsch, 1869
- Cryptacrus comes (Fabricius, 1803)
- Cryptacrus fulvonotatus Fiedler, 1936
- Cryptacrus hystrix Fiedler, 1954
- Cryptacrus lachesis Fiedler, 1952
- Cryptacrus novemmaculatus (Signoret, 1851)
- Cryptacrus scops Pascoe, 1886
- Cryptacrus semialbus Fiedler, 1936
- Cryptacrus variegatus Fiedler, 1936